# Сфера Дайсона

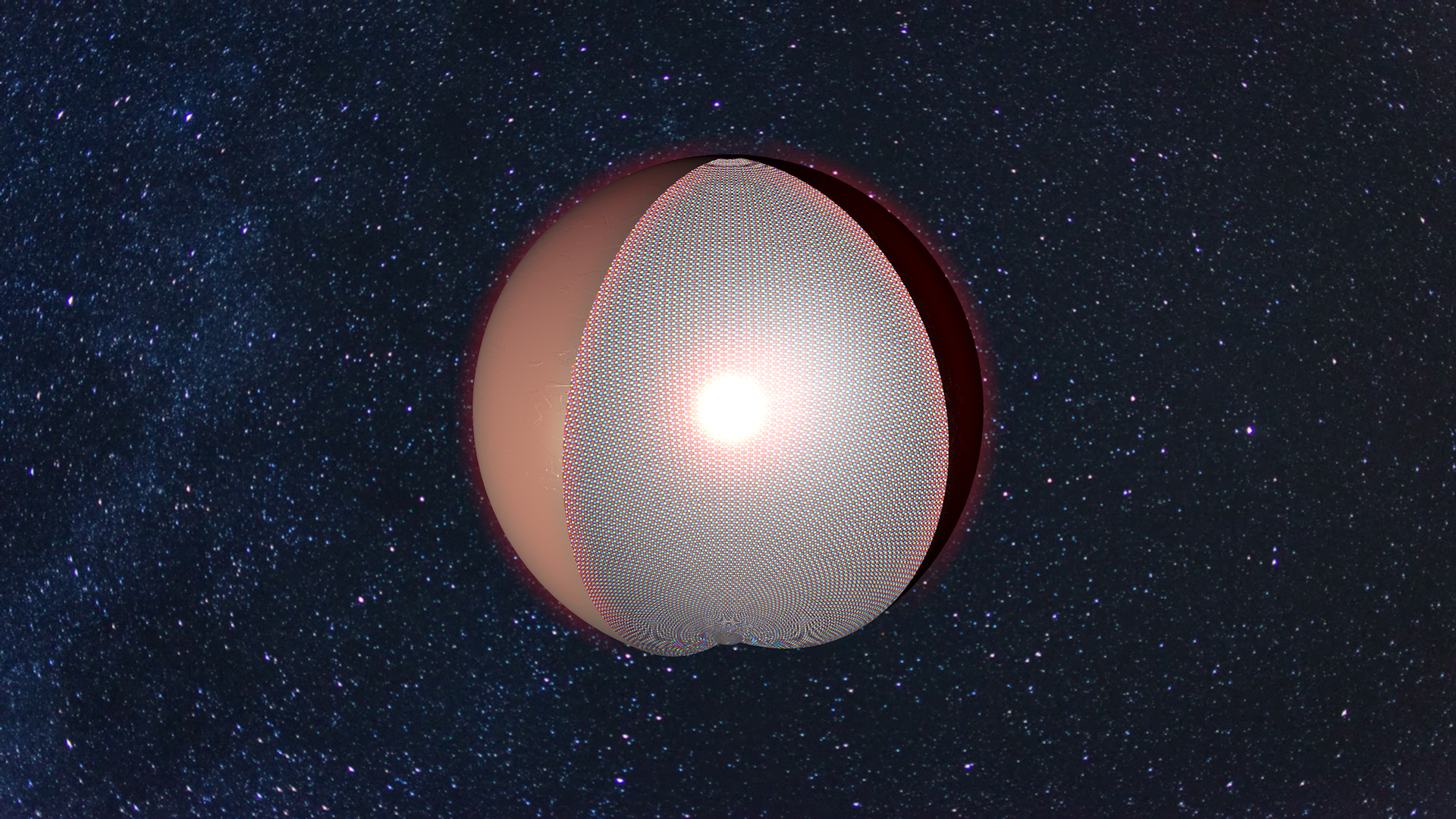
Модель сфери Дайсона в розрізі

Сфера Дайсона (англ. Dyson sphere) — гіпотетичний астроінженерний проєкт, запропонований Фріменом Дайсоном 1960 року в статті «Пошуки штучних зоряних джерел інфрачервоного випромінювання» в науковому журналі «Science». Є відносно тонкою сферичною оболонкою великого радіусу (порядку радіуса орбіти планети) із зорею в центрі.
Пошук Сфер Дайсона вважається перспективним напрямом програми SETI. Споруда цих масштабів може бути виявлена за ІЧ-випромінюванням з нетиповим спектральним розподілом. Для пошуку сфер Дайсона планується використати телескоп Спітцер.

## Походження концепції
Вперше штучну конструкцію навколо зорі, яка збирає її енергію, описав письменник-фантаст Олаф Стейплдон у романі «Творець зірок» (1937). Фрімен Дайсон почерпнув ідею саме звідти. Вчений міркував, що потреби енергії в кожної людської (технологічної) цивілізації постійно зростають. Отже, колись людство потребуватиме весь обсяг енергії, що виділяється Сонцем.

## Загальний опис

Сфера Дайсона з радіусом в 1 астрономічну одиницю

Ідея Дайсона полягала в тому, що розвинута цивілізація прагнутиме максимально використати енергію випромінювання своєї зорі й оточить її суцільною сферою, яка не пропускатиме випромінювання зорі назовні. Однак така сфера, маючи власну температуру, випромінюватиме в інфрачервоному діапазоні, як будь-яке нагріте тіло. Тому для виявлення позаземної цивілізації потрібно шукати в космосі зорі з нестандартним спектром випромінювання.
На думку Дайсона, якщо сфера була б відносно тонкою сферичною оболонкою великого радіуса (приблизно радіуса планетних орбіт) із зорею в центрі, то розвинена цивілізація могла б використовувати подібну споруду для повної утилізації енергії центральної зорі та/або для розв'язання проблеми життєвого простору.
За розрахунками, для побудови Сфери Дайсона навколо Сонця необхідна речовина в кількості, яка дорівнює масі Юпітера. У цьому випадку радіус сфери становитиме близько 1,5×1011 метрів. Вчений пропонував добувати матеріал через руйнування планет шляхом зміни швидкості їх обертання. Так, якщо навколо планети уздовж ліній широти прокласти металеві ізольовані дроти, а також через саму планету перпендикулярно до ліній широти, та замкнути через металеві провідники, виведені на планетоцентричну орбіту або через плазму в магнітосфері, планета стане якорем гігантського електромотора. Залежно від напрямку струмів планета може прискорюватися або сповільнюватися. Прискорюючи обертання планети, можна довести її швидкість до величини, при якій екваторіальні області планети будуть відриватися і відлітати в космічний простір.

## Критика
Для стабільності існування Сферу Дайсона необхідно обертати навколо центральної осі — у цьому випадку відцентрова сила врівноважить силу тяжіння центральної зорі. Але відцентрова сила досягає максимуму на екваторі й дорівнює 0 на полюсах тіла, яке обертається. Отже, на полюсах сфери Дайсона силу притягання центрального світила ніщо не урівноважує. В результаті сфера буде зруйнована.
Для забезпечення стійкості сфери Дайсона ця ідея була розвинута в кількох варіантах, які вже не є «сферами» (але історична назва збереглася).
Більш того, наприклад, астрофізик Джейсон Райт вважає, що можливо і не потрібно мати в наявності стільки речовини розміром з Юпітер, щоб побудувати Сферу Дайсона. Тобто, звичайно, така кількість ресурсів необхідна, але не відразу. Вчений вважає, що таку мегаструктуру можна будувати поступово і кожне наступне покоління людей у міру розвитку технологій буде створювати нові й нові елементи, що в підсумку призведе до створення повноцінної оболонки навколо Сонця для збирання всієї енергії нашої зорі.

## Похідні проєкти

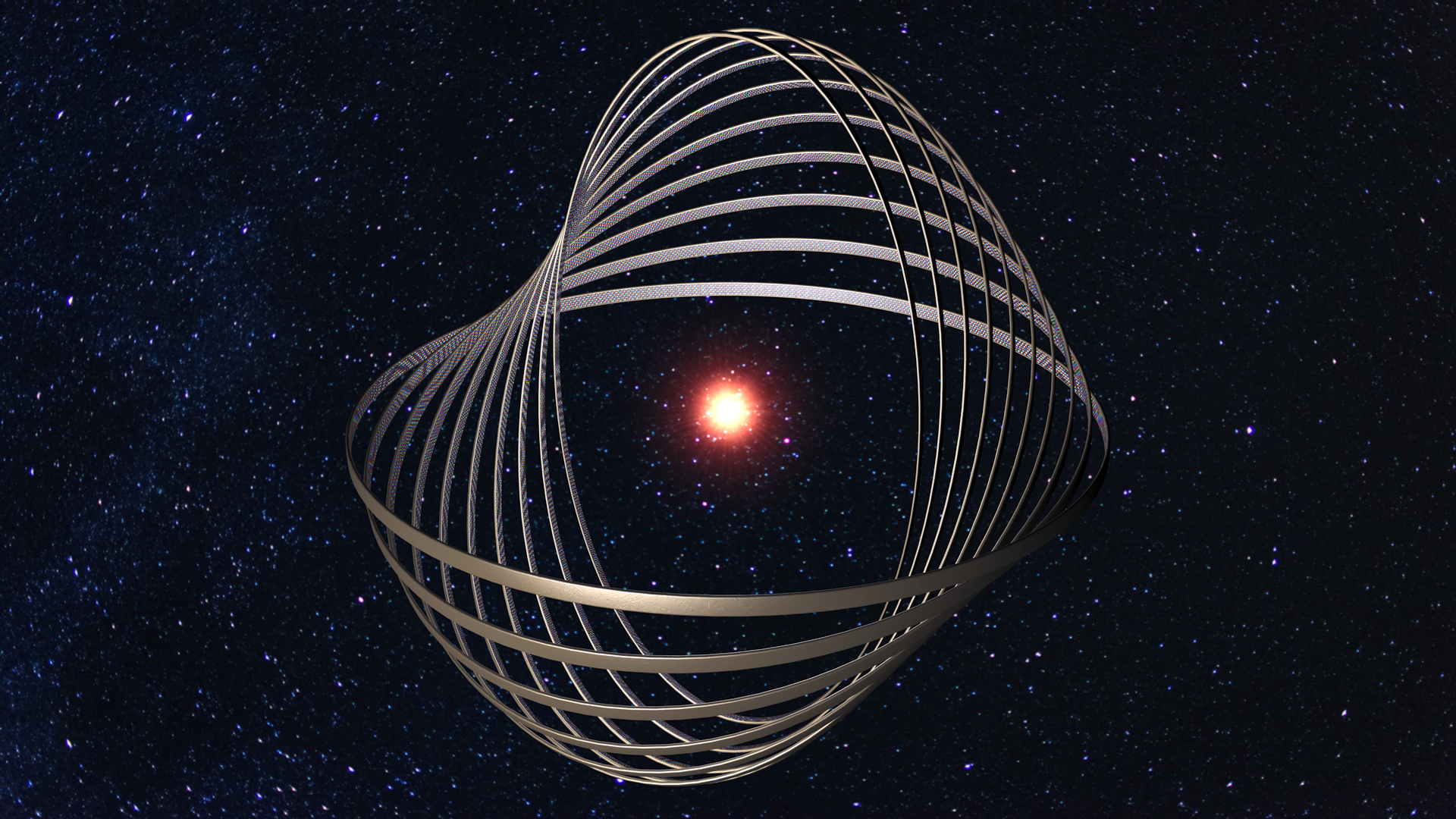
Раковина Покровського

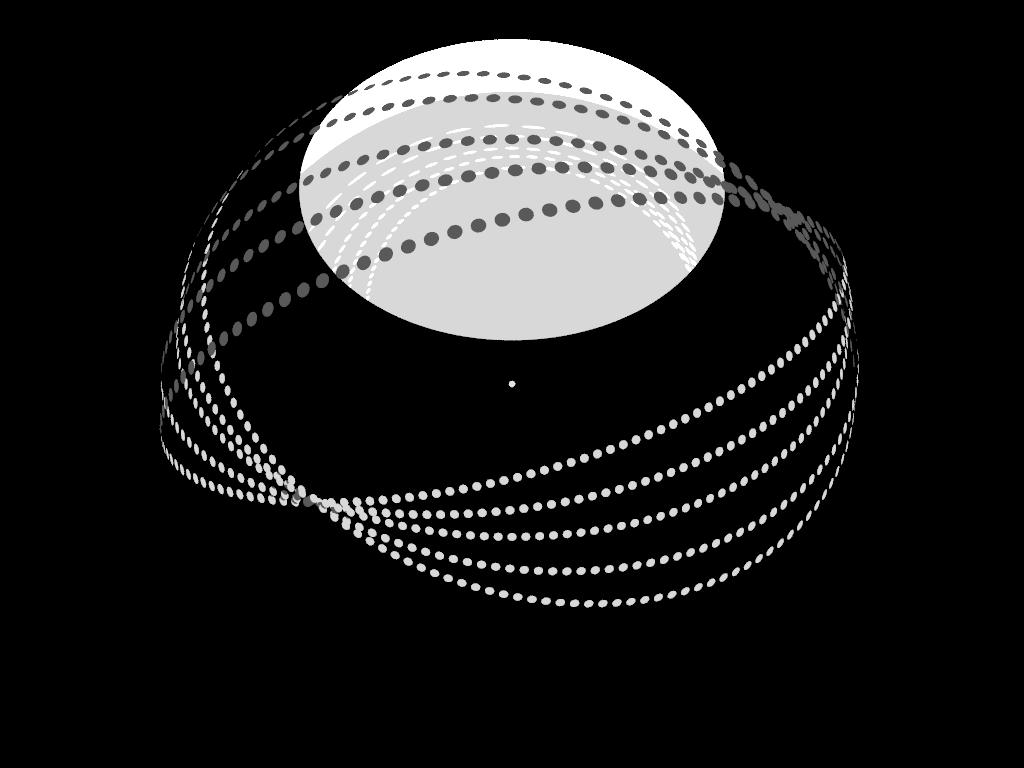
Зоряна машина класу C. Збирає енергію зорі системою супутників і одночасно рухає її за допомогою величезного сонячного вітрила.

- Раковина ПокровськогоКільце Нівена, Світ-кільце (англ. Niven ring, Ringworld) — жорстке кільце невеликої ширини, яке оточує зорю. Вперше описане в науково-фантастичному романі Ларрі Нівена «Світ-кільце» (1970).
- Раковина Покровського — альтернатива сфері Дайсона, запропонована Георгієм Покровським у 1973 році. Є системою кілець різного діаметра, розташованими так, щоб перехоплювати все випромінювання зорі. Якщо подивитися на цю систему кілець ззовні, вона буде схожа на раковину з двома розтрубами, оберненими в різні боки, через які можуть входити і виходити міжзоряні кораблі[5].
- Рій Дайсона (англ. Dyson swarm) — система супутників, які обертаються навколо зорі, вловлюючи її випромінювання. Супутники можуть мати різну форму та розміри, а «рій» з них формуватися поступово протягом тривалого періоду часу. Крім того, для передачі енергії можливі використання різних форм бездротової передачі енергії. У разі, якщо супутники утворюють чітке кільце, така формація має назву «кільце Дайсона»[6].
- Бульбашка Дайсона (англ. Dyson bubble) — система супутників із сонячними вітрилами, які завдяки тиску сонячного вітру протистоять силі тяжіння зорі. Такі супутники є стаціонарними щодо зорі.
- Оболонка Дайсона (англ. Dyson shell) — сфера Дайсона, внутрішня поверхня якої слугує для проживання великої кількості людей (чи представників інших цивілізацій).

- Зоряна машина (англ. Stellar engine) — астроінженерна конструкція, яка збирає енергію зорі для конкретної мети[7]. Зоряна машина Типу А, або машина Шкадова, використовує енергію зорі для створення тяги, яка рухає зоряну систему в певному напрямі. Клас B добуває із системи енергію, наприклад, за рахунок різниці температур всередині й зовні сфери, для здійснення механічної роботи всередині самої споруди. Клас C і збирає енергію зорі, і водночас використовує її для руху[8].
  - Мозок-матрьошка (англ. Matrioshka brain) — запропонована Робертом Бредбері структура з кількох вкладених одна в одну сфер Дайсона, що витрачає зібрану енергію на здійснення обчислень. Ідея «мозку-матрьошки» є розвитком ідеї «мозку-Юпітера» — комп'ютера планетарних розмірів. Різні письменники пропонували кілька можливих призначень такої споруди, зокрема для створення віртуальної реальності та моделювання цілих всесвітів[9][10].
- Світ-бульбашка (англ. Bubbleworld) — сферична порожниста конструкція планетарних розмірів, всередині якої міститься придатна для дихання атмосфера, і яка слугує космічним поселенням[6].
- Структура Крісвелла (англ. Criswell structure) — варіант сфери Дайсона, внутрішня поверхня якої має фрактальну структуру, за рахунок чого має більшу площу для приймання енергії та життя[11].

## Пошуки сфер Дайсона
Пошуки сфер Дайсона за інфрачервоним випромінюванням на практиці почалися із запуском супутника IRAS 1983 року. Завдяки його діяльності було складено детальну карту небесної сфери в інфрачервоному діапазоні. Початково було виявлено 250000 неідентифікованих об'єктів, з яких фізик Річард Керріган обрав найбільш перспективні, поступово відсіюючи сумнівні. З часом вірогідних сфер Дайсона залишилися 10000, а потім, на подальших етапах, 58, 17 і 4. Однак їхнє випромінювання може пояснюватися й наявністю навколо зір хмар водню, а не лише астроінженерними конструкціям.
У вересні 2015 року були опубліковані результати спостереження астрономами-аматорами з групи Planet Hunters аномалій у випромінюванні зорі KIC 8462852 у сузір'ї Лебедя. Згідно з даними, отриманими за допомогою телескопа Кеплер у період з 2009 по 2013 роки, яскравість зорі істотно зменшувалася впродовж нестандартних проміжків часу, що дало змогу дослідникам зробити висновок, що ці затемнення зумовлені іншими чинниками, ніж проходження планет між зорею і Землею. Однією з висунутих науковою спільнотою гіпотез стало існування навколо зорі штучної конструкції типу сфери Дайсона. Для додаткових досліджень зорі за допомогою краудфандингу зібрали понад 100 тисяч доларів, однак нові дослідження переконливо показали, що причиною подібних аномалій насправді є хмара космічного пилу.

### Інтернет-ресурси
- Dyson Sphere FAQ [Архівовано 27 грудня 2009 у Wayback Machine.]
- Dyson Sphere [Архівовано 14 березня 2012 у Wayback Machine.]
- Dyson Shell Supercomputers as the Dominant «Life Form» in Galaxies
- Toroidal Dyson Swarms simulations using Java applets [Архівовано 30 вересня 2011 у Wayback Machine.]
- Outside Dyson shells [Архівовано 25 січня 2021 у Wayback Machine.]